# Дзичек, Патрик
Па́трик Дзи́чек (пол. Patryk Dziczek; род. 25 марта 1998, Гливице, Катовицкое воеводство) — польский футболист, полузащитник клуба «Пяст» и сборной Польши.

## Клубная карьера
Дзичек является воспитанником «Пяста». 5 июня 2015 года в матче против «Краковии», дебютировал в Экстраклассе за родной клуб.
22 августа 2019 года подписал контракт с итальянским клубом «Лацио», но 28 августа был отдан в годичную аренду в клуб Серии B «Салернитана».

## Достижение

### Клубные
- Победитель Экстракласса: 2018/19